# Мауро Сарате
Мауро Матѝас Са̀рате (на испански: Mauro Matías Zárate) е бивш аржентински футболист, нападател, роден на 18 март 1987 г. в Хаедо, Буенос Айрес, Аржентина.

## Кариера

### Ранна кариера
Мауро Сарате започва кариерата си в Велес Сарсфийлд, където играе 3 сезона и печели аржентинската Примера Дивисион. После през 2007 г. подписва с катарския Ал Садд.

### Кариера в Катар
На 18 юни 2007 г. Мауро подписва 2-годишен договор с катарския Ал-Сад за около 20 милиона долара. Но ар не се задържа дълго там и играе само 6 мача в първенството и отбелязва 4 гола. След това преминава в английския елитен Бирмингам Сити под наем.

### Бирмингам Сити
На 21 януари 2008 г. Мауро се присъединява към Бирмингам Сити под наем до края на дезон 2007/08. Прави дебюта си за клуба в загубата от Съндърланд с 2:0 на 29 януари, а дебюта си като титуляр прави срещу Портсмут през март същата година. Първия си гол отбелязва срещу Рединг на 22 март, последван от още един гол този път срещу Манчестър Сити, включително и гол от пряк свободен срещу Евертън. Въпреки тези голове обаче, Сарате не успява да спаси „бирмингамци“ от изпадане. И точни поради тази причина договора му не е подновен.

### Лацио
На 5 юли 2008 г. преминава под наем в италианския Лацио като има и клауза за изкупуване след края на наема.
Мауро преминава успешно медицинските прегледи и няколко дни по-късно е представен на медиите.

Аржентинеца бързо се адаптира и отбелязва гол още в дебюта си срещу Каляри като гост. А на домакинския си дебют също отбелязва гол, този път срещу Сампдория. Головата сметка на Мауро се увеличава и като вкарва гол на Милан насред Сан Сиро. Още два на Торино и после още един на Сиена. В средата на сезона обаче Мауро изпада в лоша форма и титулярното му място е заето от капитана Томазо Роки, който тъкмо се е излекувал от тежка контузия.

До края на сезона Сарате вкарва още важни голове, включително и един срещу Сампдория на финала за Купата на Италия. Мауро завършва онзи сезон като шести най-добър голмайстор с 10 гола.

### Интер
На 31 август 2011 г. Сарате преминава под наем в редиците на миланския ФК Интер за непотвърдена сума.